# Andraž Pograjc
Andraž Pograjc (* 26. September 1991 in Trbovlje) ist ein ehemaliger slowenischer Skispringer.

## Werdegang
Pograjc gab sein internationales Debüt bei FIS-Juniorenwettbewerben als 13-Jähriger in seiner Heimat Kranj. Nach zwei 61. Plätzen wurde er erst im Folgejahr wieder international eingesetzt und erreichte beim FIS-Rennen in Predazzo auf Anhieb den fünften Platz. Nach zwei Podestplätzen in Ljubno im Rahmen des FIS Cup und weiteren Top-10-Platzierungen bei FIS-Rennen, gab er im Januar 2007 mit 15 Jahren sein Debüt im Skisprung-Continental-Cup. Mit einem 43. Platz in Planica blieb er jedoch ohne Punktgewinn. Im Sommer 2007 und zu Beginn der Saison 2007/08 landete er im FIS Cup und bei FIS-Rennen nur selten unter den besten 20. Im Januar 2008 erhielt er erneut die Möglichkeit im Continental Cup zu starten. In Kranj konnte er aber in beiden Springen nicht überzeugen und landete nur auf den Plätzen 58 und 59. Auch im März in Vikersund blieb er ohne Punktegewinn.
Zur Saison 2008/09 gelang ihm beim Springen in Rovaniemi sein erster Punktegewinn im Continental Cup mit dem 24. Platz. Nach einigen Springen im Skisprung-Alpencup und im FIS Cup sprang Pograjc bei den Nordischen Junioren-Skiweltmeisterschaften 2009 auf den Štrbské-Pleso-Schanzen auf den 31. Rang und erreichte mit der Mannschaft Platz fünf. Nach der Junioren-WM wurde er nicht mehr im Continental Cup eingesetzt und fand sich bei Juniorenwettbewerben und im FIS Cup wieder. Trotz dessen beendete er die Saison im Continental Cup auf dem 145. Platz mit sieben Punkten. Bei den Slowenischen Meisterschaften im Skispringen 2009 in Kranj gewann er gemeinsam mit Primož Roglič, Miran Zupančič und Dejan Judež die Silbermedaille im Teamwettbewerb. Am 4. Juli 2009 verpasste Pograjc mit Platz 11 im Continental Cup in Kranj nur knapp eine Platzierung unter den besten zehn. Nach wechselhaften Ergebnissen wurde er zunächst in den Alpencup zurückversetzt, konnte aber in Oberstdorf bereits das zweite Springen gewinnen. Trotz teils guter Platzierungen startete er erst im Juli 2010 wieder im Continental Cup in Kranj. Bei den Slowenischen Meisterschaften 2010 in Kranj gewann er gemeinsam mit Rok Mandl, Matic Kramaršič und Jernej Damjan erneut Silber. Nachdem er erneut im Continental Cup nicht erfolgreich war, fand er sich im Oktober 2010 erneut im Alpencup wieder.
Bei der Nordischen Junioren-Skiweltmeisterschaft 2011 in Otepää erreichte er im Teamspringen gemeinsam mit Rok Justin, Marjan Jelenko und Nejc Dežman den fünften Platz. Im Einzel landete er auf dem 49. Platz. Bei den Slowenischen Meisterschaften 2011 in Kranj gewann er mit der Mannschaft Silber. Im Juli 2011 gelang ihm in seinem ersten Continental-Cup-Springen in Courchevel mit Platz 30 auf Anhieb einen Punktegewinn. Auch in Engelberg gewann er Punkte. In Titisee-Neustadt auf der Hochfirstschanze verpasste er mit dem vierten Platz nur knapp das Podium. Nach eher durchwachsenen Ergebnissen konnte er zum Ende der Saison seine Leistungen noch einmal steigern und erreichte in Kuopio den achten Platz. Die Saison 2011/12 beendete er auf dem 42. Platz der Gesamtwertung. Bei den Slowenischen Meisterschaften 2012 gewann er im ersten Wettbewerb im Teamwettbewerb gemeinsam mit Matic Kramaršič, Žiga Mandl und Tim Babnik Silber und im zweiten Wettbewerb mit Mandl, Kramaršič und Jernej Damjan die Bronzemedaille. Am 15. März 2012 bekam er die Chance beim Skifliegen im Rahmen des Skisprung-Weltcups in Planica zu starten, verpasste aber mit Platz 34 in der Qualifikation den Sprung in den Wertungsdurchgang.
Nachdem er im Sommer 2012 in Stams disqualifiziert worden war und in Kranj Platz 34 die Punkte verpasst hatte, startete er erst im September wieder im Continental Cup. Im zweiten Springen in Lillehammer erreichte er mit dem 17. Platz wieder eine Platzierung unter den besten zwanzig. Auch kurze Zeit später in Hinzenbach im Rahmen des Skisprung-Grand-Prix gewann er mit Platz 27 vier Punkte und lag damit auf dem 78. Platz. Im Dezember 2012 erreichte er bei seinem ersten Continental-Cup-Springen der Saison 2012/13 in Almaty auf Anhieb den 10. Platz. Auch in den weiteren Springen gewann er regelmäßig Punkte, bevor er am 12. Januar 2013 in Sapporo den sechsten Platz.
Bei den Slowenischen Meisterschaften 2013 in Kranj gewann er gemeinsam mit Rožle Žagar, Žiga Mandl und Matic Kramaršič die Bronzemedaille im Mannschaftswettbewerb. Im Einzel wurde er Fünfter. Kurz später sprang er erfolgreich bei allen drei Springen in Iron Mountain. Nach einem vierten Platz im ersten und einem zehnten Platz im zweiten Springen erreichte er im dritten Springen mit dem zweiten Platz sein erstes Continental-Cup-Podium seiner Karriere. Eine Woche später konnte er Brotterode erstmals ein Continental Cupspringen gewinnen. Gemeinsam mit Jurij Tepeš, Peter Prevc und Robert Kranjec sicherte sich Pograjc am 23. März 2013 beim Skifliegen in Planica vor heimischem Publikum den Sieg.
Pograjc beendete nach der Saison 2018/19 seine Karriere.

## Erfolge

### Weltcupsiege im Team
| Nr. | Datum         | Ort     | Typ         |
| --- | ------------- | ------- | ----------- |
| 1.  | 23. März 2013 | Planica | Flugschanze |

### Continental-Cup-Siege im Einzel
| Nr. | Datum            | Ort        | Typ         |
| --- | ---------------- | ---------- | ----------- |
| 1.  | 17. Februar 2013 | Brotterode | Großschanze |
| 2.  | 23. August 2015  | Kuopio     | Großschanze |

## Statistik

### Weltcup-Platzierungen
| Saison  | Platz | Punkte |
| ------- | ----- | ------ |
| 2012/13 | 57.   | 22     |
| 2015/16 | 69.   | 05     |

### Grand-Prix-Platzierungen
| Saison | Platz | Punkte |
| ------ | ----- | ------ |
| 2012   | 078.  | 04     |
| 2013   | 035.  | 84     |

### Continental-Cup-Platzierungen
| Saison  | Platz | Punkte |
| ------- | ----- | ------ |
| 2008/09 | 145.  | 007    |
| 2011/12 | 042.  | 137    |
| 2012/13 | 008.  | 664    |
| 2013/14 | 023.  | 348    |
| 2014/15 | 006.  | 661    |
| 2015/16 | 017.  | 532    |
| 2016/17 | 050.  | 209    |
| 2017/18 | 037.  | 279    |
| 2018/19 | 034.  | 280    |